# Ipersuperficie
La nozione di ipersuperficie generalizza quella di iperpiano e di superficie. Si chiama ipersuperficie una qualunque varietà differenziabile o varietà algebrica di dimensione {\displaystyle n-1} immersa in uno spazio (generalmente euclideo o affine o proiettivo) di dimensione {\displaystyle n}.
Definizione alternativa (in realtà è un caso particolare della definizione data sopra):
Data una funzione differenziabile {\displaystyle g:\mathbb {R} ^{n}\to \mathbb {R} } tale che per ogni {\displaystyle x\in \mathbb {R} ^{n}} se {\displaystyle g(x)=0} allora {\displaystyle \nabla g(x)\neq (0,\ldots ,0)} (cioè {\displaystyle 0} è un valore regolare), l'insieme di punti:
{\displaystyle S=\{x\in \mathbb {R} ^{n}:g(x)=0\}}
definisce una ipersuperficie in {\displaystyle \mathbb {R} ^{n}}.

## Esempi
- Gli iperpiani, visti come varietà, sono esempi di ipersuperfici.
- Le superfici nello spazio tridimensionale sono ipersuperfici.
- Le curve sono ipersuperfici del piano.
- Il grafico di una funzione da {\displaystyle \mathbb {R} ^{n}} in {\displaystyle \mathbb {R} } è una ipersuperficie in {\displaystyle \mathbb {R} ^{n+1}}.

| Controllo di autorità | Thesaurus BNCF 36753 |